# 24907 Alfredhaar
24907 Alfredhaar è un asteroide della fascia principale. Scoperto nel 1997, presenta un'orbita caratterizzata da un semiasse maggiore pari a 2,4535117 UA e da un'eccentricità di 0,0704956, inclinata di 4,66887° rispetto all'eclittica.